# Miguel Navarro
Miguel Ángel Navarro Zárate (ur. 26 lutego 1999 w Maracaibo) – wenezuelski piłkarz występujący na pozycji lewego obrońcy, reprezentant Wenezueli, od 2024 roku zawodnik argentyńskiego Talleres.